# Giuseppe De Matthaeis
Giuseppe De Matthaeis (Frosinone, 1777 – Roma, 1857) è stato un chirurgo e archeologo italiano.

## Biografia
Dapprima medico presso l'Ospedale di Santo Spirito, fino a divenire infine Archiatra pontificio, è stato professore di Clinica Medica presso l'Università di Roma, primo titolare di questa cattedra fin dalla sua istituzione a Roma nel 1815, e membro dell'Accademia dell'Archeologia Romana (Accademia Nazionale dei Lincei). De Matthaeis fu autore di diverse dissertazioni accademiche di storia e di chirurgia e di un saggio sull'efficacia dei medicamenti. Viene ricordato in particolare per avere scoperto e diffuso tra i suoi contemporanei l'uso del chinino, in part. pitaya (Hylocereus undatus), per la cura delle febbri. Molto famoso tra i suoi contemporanei, De Matthaeis ebbe tra i suoi allievi il chirurgo Francesco Puccinotti e Benedetto Viale Prelà, dapprima come assistente e poi nominato da De Matthaeis stesso come successore nel 1852. A Roma fu pioniere della vaccinazione, introducendone i vantaggi in questa città similmente a Luigi Sacco a Milano, in una commissione presieduta da Tommaso Prelà.
La sua tomba è visibile sul pavimento di una cappella della chiesa di San Lorenzo in Lucina a Roma. Il Comune di Roma gli ha intitolato una via.

## Opere
- Sull'origine de'numeri romani dissertazione, Accademia d'Archeologia Romana, Vol. 1. 1818.
- Saggio istorico sull'antichissima città di Frosinone nella campagna di Roma di GDMF [Giuseppe De Matthaeis]. Nella stamperia de Romanis, 1816.
- Sul culto reso dagli antichi romani alla dea Febbre, Accademia d'Archeologia Romana, 1814.
- Sulle infermerie degli antichi e loro differenza dai moderni, Accademia d'Archeologia Romana, 1829.
- Analisi della virtù de' medicamenti, ossia esame critico del valore attribuito da' medici ai materiali ch'essi sogliono impiegare nel combattere le malattie, Stampato presso Francesco Bourlié, Roma, 1810.
- Ratio Instituti Clinici Romani, Typis de Romanis, Roma, 1816.
- Ueber den Chinastoff und einige andere neuere Mittel, Efemer.lett. di Roma 1822, Fasc. 23, Roma.